# Station Trade Center-mae
Station Trade Center-mae (トレードセンター前駅, Tureedosentaa-mae-eki) is een metrostation in de wijk Suminoe-ku in de Japanse stad Osaka. Het wordt aangedaan door de Nanko Port Town-lijn. Het station heeft twee sporen, gelegen aan een enkel eilandperron.

## Treindienst

### Nanko Port Town-lijn(stationsnummer P10)
| 1 | ■ Nanko Port Town-lijn | richting Nakafutō en Suminoekōen |
| 2 | ■ Nanko Port Town-lijn | richting Cosmosquare             |

## Geschiedenis
Het station werd in 1997 geopend. In 2005 heeft het Gemeentelijk Vervoerbedrijf van Osaka het station overgenomen. 

## Stationsomgeving
- Asia Pacific Trade Center (multifunctioneel complex):
  - ATC Outlet Mare (winelcentrum)
  - Ōsaka Nankō Cosmo Ferry Terminal
  - Lawson
  - MOS Burger
- Sakishima-gebouw (voormalig WTC)
- Maritiem Museum van Osaka

Cosmosquare · Trade Center-mae ·  Nakafutō · Port Town-nishi · Port Town-higashi ·  Ferry Terminal · Nankō-higashi · Nankōguchi · Hirabayashi · Suminoekōen